# Au Chili avec los Parra de Chillán

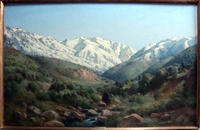
Cordillera de los Andes en la zona de Chillán. Obra del pintor chileno Onofre Jarpa.

Au Chili avec los Parra de Chillán (en francés; en castellano: En Chile con Los Parra de Chillán) o simplemente Los Parra de Chillán es el primer álbum de estudio del dúo de cantautores chilenos Isabel y Ángel Parra, hijos de Violeta Parra, grabado en París en agosto de 1963 durante su gira por Europa junto a su madre iniciada el año anterior, y lanzado en Francia ese mismo año.
El disco incluye fundamentalmente canciones de música folclórica chilena, estando el Lado A conformado en su totalidad por canciones del folclore chileno recopiladas por Violeta Parra, en tanto que el Lado B contiene además canciones compuestas por ella, otra por Ángel Parra y otra por Roberto Parra, hermano de Violeta y tío de los hermanos. En la interpretación colaboran la misma Violeta, Carmen Luisa Arce, Gerardo Servín y Cristina "Tita" Parra, hija de Isabel con tan sólo 7 años de edad. Las canciones «Cantos a lo divino» y «Teneme en tu corazón» fueron integradas más adelante en una reedición de 1974 del álbum de Violeta Canciones reencontradas en París, bajo el título de Un río de sangre.
El título del álbum se refiere al origen de la Familia Parra en la entonces pequeña ciudad de Chillán, ubicada en la Región de Ñuble. La carátula incluye una explicación de cada canción en francés.

## Lista de canciones
Toda la música perteneciente a la música folclórica de Chile, salvo que se indique lo contrario.

| Lado A |                                                                                 |          |  |
| N.º    | Título                                                                          | Duración |  |
| 1.     | «El gallo de mi vecina»                                                         | 1:47     |  |
| 2.     | «En el cuarto de la Carmela»                                                    | 1:25     |  |
| 3.     | «Para qué me casaría (o «Yo soy la recién casada») / Un viejo me pidió un beso» | 3:00     |  |
| 4.     | «Caballo tordillo mío»                                                          | 1:35     |  |
| 5.     | «Teneme en tu corazón»                                                          | 2:52     |  |
| 6.     | «Señores y señoritas» (o «Vengo toda avergonzada»)                              | 1:50     |  |
| 13:29  |                                                                                 |          |  |

| Lado B* |                                                                              |               |          |  |
| N.º     | Título                                                                       | Música        | Duración |  |
| 7.      | «Dieciséis de julio» (o «Vuela, palomita»)                                   | Violeta Parra | 3:00     |  |
| 8.      | «Parabienes al revés» (o «La carreta enflorá»)                               | Violeta Parra | 2:10     |  |
| 9.      | «Cantos a lo divino»                                                         |               | 4:10     |  |
| 10.     | «Del norte vengo, Maruca»                                                    | Ángel Parra   | 2:05     |  |
| 11.     | «Las gatas con permanente (o «Ya se fue el mes de agosto») / El 25 de enero» | Roberto Parra | 3:05     |  |
| 14:30   |                                                                              |               |          |  |

(*) En la carátula original hay algunos errores sobre la autoría de los temas, que aquí han sido corregidos.

## Créditos
Intérpretes
- Isabel Parra: guitarra, percusión y voz en 3, 6, 7 y 8.
- Ángel Parra: guitarra, percusión y voz en 2 y 4, quenas en 7 y 10.
- Violeta Parra: guitarra, percusión y voz en 3, animación en 1 y 11
- Carmen Luisa Arce: animación en 1 y 11.2, voz en 10.
- Cristina «Tita» Parra: voz en 10.
- Gerardo Servín: arpa en 1 y 11.

Otros
- Claude Morel: sonido, fotografía de cubierta.